# Protecció de l'entorn de vol

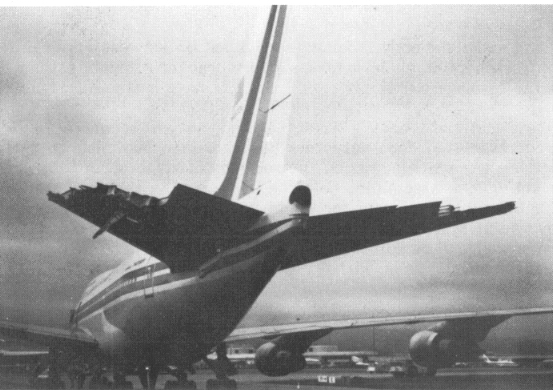
El Boeing 747 del vol 006 de China Airlines quedà malmès en sortir del seu entorn de vol amb una caiguda de 3.000 metres en 20 segons.

La protecció de l'entorn de vol és una extensió del sistema de comandament de vol que evita que el pilot dugui a terme maniobres que farien que l'aeronau ultrapassés els seus límits estructurals i aerodinàmics. Aquesta protecció és utilitzada de diferents maneres en tots els aparells comercials equipats amb control per senyals elèctrics. El seu avantatge és que limita els pilots en situacions d'emergència de manera que puguin reaccionar ràpidament sense posar en perill la seguretat del seu aparell.